# Ludwig von Paar
Ludwig Johann Baptist Emanuel von Paar (Vienna, 26 marzo 1817 – Vienna, 6 gennaio 1893) è stato un diplomatico e nobile austriaco.

## Biografia
Ludwig von Paar era membro di una nobile famiglia austriaca. Suo padre era il principe Johann Karl von Paar (1773-1819); Karl Johann Fürst von Paar (1806-1881) era suo fratello maggiore. Ludwig intraprese giovanissimo la carriera militare e divenne ambasciatore presso il regno di Sardegna dal 1853 al 1857, gestendo la diplomazia non sempre facile dei primi anni di regno di Vittorio Emanuele II. Rimase in servizio sino al 1857 quando i rapporti tra il piccolo regno italiano e la monarchia asburgica si interruppero definitivamente per incompatibilità, preludendo i dissidi che porteranno alla seconda guerra d'indipendenza italiana nel 1859. Dal 1857 al 1859, con la medesima funzione, venne quindi trasferito nel ducato di Modena.
Il 14 giugno 1858 sposò la contessa Marie Anna Esterházy-Galantha (1834-1863) e un anno dopo venne trasferito come ambasciatore imperiale alla corte svedese di Stoccolma. Dal 1864 al 1866 ricoprì lo stesso incarico alla corte di Kassel ed infine approdò a quella di Dresda nel 1869, rimanendovi sino al 1872. Dal 1873 venne destinato a ricoprire la carica di ambasciatore imperiale presso la Santa Sede, incarico che mantenne sino al 1888. In questo periodo in cui visse ed operò a Roma, von Paar colse l'occasione per dar sfogo alla sua passione, quella del collezionismo di autografi, giungendo ad entrare in possesso di alcune lettere scritte da Michelangelo Buonarroti. Riuscì inoltre ad acquistare il violino suonato da Mozart da bambino, oggetto prezioso che suo figlio donò poi al Mozarteum nel 1896.

## Ascendenza
|                                        |                                           |                                                     | Genitori                                               |  |  | Nonni |  |  | Bisnonni                      |  |  | Trisnonni               |  |
|                                        |                                           |                                                     |                                                        |  |  |       |  |  | Wenzel Johann Joseph von Paar |  |  | Johann Leopold von Paar |  |
|                                        |                                           |                                                     |                                                        |  |  |       |  |  | Wenzel Johann Joseph von Paar |  |  | Johann Leopold von Paar |  |
|                                        |                                           | Maria Theresia von Sternberg                        |                                                        |  |  |       |  |  | Wenzel Johann Joseph von Paar |  |  |                         |  |
| Wenzel von Paar                        |                                           |                                                     |                                                        |  |  |       |  |  | Wenzel Johann Joseph von Paar |  |  |                         |  |
|                                        |                                           | Maria Antonia Esterházy de Galántha                 | Ferenc Esterházy de Galántha                           |  |  |       |  |  |                               |  |  |                         |  |
|                                        |                                           | Maria Antonia Esterházy de Galántha                 | Ferenc Esterházy de Galántha                           |  |  |       |  |  |                               |  |  |                         |  |
|                                        |                                           | Maria Antonia Esterházy de Galántha                 | Maria Szidonia Pálffy ab Erdöd                         |  |  |       |  |  |                               |  |  |                         |  |
| Johann Karl von Paar                   |                                           | Maria Antonia Esterházy de Galántha                 |                                                        |  |  |       |  |  |                               |  |  |                         |  |
|                                        |                                           | Johann Karl von und zu Liechtenstein                | Josef von und zu Liechtenstein                         |  |  |       |  |  |                               |  |  |                         |  |
|                                        |                                           | Johann Karl von und zu Liechtenstein                | Josef von und zu Liechtenstein                         |  |  |       |  |  |                               |  |  |                         |  |
|                                        |                                           | Johann Karl von und zu Liechtenstein                | Maria Anna zu Oettingen-Spielberg                      |  |  |       |  |  |                               |  |  |                         |  |
| Antonia von und zu Liechtenstein       |                                           | Johann Karl von und zu Liechtenstein                |                                                        |  |  |       |  |  |                               |  |  |                         |  |
|                                        |                                           | Maria Josepha von Harrach zu Rohrau und Thannhausen | Friedrich August von Harrach zu Rohrau und Thannhausen |  |  |       |  |  |                               |  |  |                         |  |
|                                        |                                           | Maria Josepha von Harrach zu Rohrau und Thannhausen | Friedrich August von Harrach zu Rohrau und Thannhausen |  |  |       |  |  |                               |  |  |                         |  |
|                                        |                                           | Maria Josepha von Harrach zu Rohrau und Thannhausen | Maria Eleonora von und zu Liechtenstein                |  |  |       |  |  |                               |  |  |                         |  |
| Ludwig von Paar                        |                                           | Maria Josepha von Harrach zu Rohrau und Thannhausen |                                                        |  |  |       |  |  |                               |  |  |                         |  |
|                                        | Maximilian Joseph Guidobaldo von Cavriani | Leopold Karl von Cavriani                           |                                                        |  |  |       |  |  |                               |  |  |                         |  |
|                                        | Maximilian Joseph Guidobaldo von Cavriani | Leopold Karl von Cavriani                           |                                                        |  |  |       |  |  |                               |  |  |                         |  |
|                                        | Maximilian Joseph Guidobaldo von Cavriani | Maria Susanna von Gilleis                           |                                                        |  |  |       |  |  |                               |  |  |                         |  |
| Ludwig Franz von Cavriani              | Maximilian Joseph Guidobaldo von Cavriani |                                                     |                                                        |  |  |       |  |  |                               |  |  |                         |  |
|                                        |                                           | Maria Aloysia Franziska von Thürheim                | Christoph Wilhelm von Thürheim                         |  |  |       |  |  |                               |  |  |                         |  |
|                                        |                                           | Maria Aloysia Franziska von Thürheim                | Christoph Wilhelm von Thürheim                         |  |  |       |  |  |                               |  |  |                         |  |
|                                        |                                           | Maria Aloysia Franziska von Thürheim                | Maria Franziska von Kuefstein                          |  |  |       |  |  |                               |  |  |                         |  |
| Guidobaldine von Cavriani              |                                           | Maria Aloysia Franziska von Thürheim                |                                                        |  |  |       |  |  |                               |  |  |                         |  |
|                                        |                                           | František Ferdinand Novohradský z Kolowrat          | František Václav Novohradský z Kolowrat                |  |  |       |  |  |                               |  |  |                         |  |
|                                        |                                           | František Ferdinand Novohradský z Kolowrat          | František Václav Novohradský z Kolowrat                |  |  |       |  |  |                               |  |  |                         |  |
|                                        |                                           | František Ferdinand Novohradský z Kolowrat          | Maria Anna Hrzan von Harras                            |  |  |       |  |  |                               |  |  |                         |  |
| Johanna Terezie Novohradský z Kolovrat |                                           | František Ferdinand Novohradský z Kolowrat          |                                                        |  |  |       |  |  |                               |  |  |                         |  |
|                                        |                                           | Marie Theresie Czerninová z Chudenic                | František Josef Graf Czernin von Chudenitz             |  |  |       |  |  |                               |  |  |                         |  |
|                                        |                                           | Marie Theresie Czerninová z Chudenic                | František Josef Graf Czernin von Chudenitz             |  |  |       |  |  |                               |  |  |                         |  |
|                                        |                                           | Marie Theresie Czerninová z Chudenic                | Isabella Johanna de Mérode                             |  |  |       |  |  |                               |  |  |                         |  |
|                                        |                                           | Marie Theresie Czerninová z Chudenic                |                                                        |  |  |       |  |  |                               |  |  |                         |  |

| Controllo di autorità | VIAF (EN) 89313993 · ISNI (EN) 0000 0001 0655 482X · BAV 495/178840 · CERL cnp01276218 · GND (DE) 142748722 · BNE (ES) XX4989672 (data) · BNF (FR) cb166202589 (data) |